# Liste des épisodes de Tic et Tac, les rangers du risque

Ceci est la liste des épisodes de la série télévisée d'animation Tic et Tac, les rangers du risque.

## Première saison (1989)
| # français | # originale | Titre français                          | Titre original                | Résumé |
| ---------- | ----------- | --------------------------------------- | ----------------------------- | --- |
| 1          | 1           | 20 000 Louis sous les mers              | Piratsy Under the Seas        | Les Rangers du Risque font la découverte d'un navire pirate coulé et d'une énorme cargaison d'or, accompagné d'un équipage de rats qui ont peu à peu oublié la vie à la surface. |
| 2          | 2           | Les Évadés d'Alchat-traz                | Catteries Not Included        | Une petite fille est à la recherche de son chaton, Spunkyn, et les Rangers du Risque s'occupent de l'affaire. La piste les mène au laboratoire du professeur Nimnul, où celui-ci a fait enlever des chats dont il utilise la fourrure pour générer les charges d'électricité statique nécessaires à la création d'éclairs.                                                                                      |
| 3          | 3           | Rencontre du deuxième Tac               | Dale Beside Himself           | Un trio d'extraterrestres métamorphes de la planète Glupidon sont en vacances sur Terre. Au moment de partir l'un d'entre eux, Ditz, décide de rester en prenant l'apparence de Tac et en échangeant sa place avec lui. |
| 4          | 4           | Flash le super chien                    | Flash the Wonder Dog          | Pour provoquer la déchéance de la Star télévisée Flash le super chien, Catox et ses sbires se déguisent en lui pour commettre des actes de malveillance. Alors que la ville résonne d'une mauvaise ambiance pour Flash, les studios le remplacent par un sous-fifre perroquet. |
| 5          | 5           | Startac                                 | Out to Launch                 | Les Rangers du Risque sont venus assister au lancement d'une navette spatiale, mais malheureusement Tic et Tac se retrouve piégés dans une combinaison spatiale qui fut par la suite laissée en orbite. Gadget, Jack et Ruzor, afin de venir à leur secours, fabriquent leur propre fusée spatiale. |
| 6          | 6           | Les Naufragés du socisso'plane          | Kiwi's Big Adventure          | Les Rangers du Risque s'écrase avec le Saucisso'Plane chez une tribu de Kiwi. En attendant qu'ils puissent repartir, Tac prétend s'être cassé le pied afin d'obtenir l'attention de Gadget. |
| 7          | 7           | À la poursuite de la souris maltaise    | Adventures in Squirrelsitting | Alors qu'ils essayent de retrouver la Souris Maltaise volée par Catox, les Rangers du Risque dévastent par accident la maison d'un écureuil avec ses deux filles. Tandis que la mère répare les dégâts, les Rangers s'occupent des filles. La plus âgée a alors le béguin pour Tic et décide de le montrer à son héros en s'introduisant dans le repaire de Catox pour récupérer la précieuse statue elle-même. |
| 8          | 8           | Sur les traces de Cherdoc Jones         | Pound of the Baskervilles     | MacDuff a recours aux Rangers du Risque (avec un petit coup de pouce de la part de Cherdoc Jones) pour retrouver le testament qui prouve les droits de la vieille famille du manoir face à son maître, Roger. |
| 9          | 9           | Rock à la ruche                         | Risky Beesness                | Irwina Allen se sert de son pouvoir sur les abeilles pour contrôler un essaim et commencer son putsch dans le monde du rock and roll. La reine des abeilles fait appel à Ruzor et aux Rangers pour lui venir en aide. |
| 10         | 10          | Trois hommes et un poussin              | Three Men and a Booby         | Un malhonnête collectionneur d’œufs tente de s'emparer de celui Booby la mère oiseau, et les Rangers du Risque viennent au secours de cette dernière pour retrouver son bébé. |
| 11         | 11          | Les Tapis voleurs                       | The Carpetsnaggers            | Les demeures les plus riches de la ville sont cambriolés par des tapis volants contrôlés par le professeur Nimnul. |
| 12         | 12          | Qui veut la peau de l'ours du camping ? | Bearing Up Baby               | Tandis qu'ils sont en train de camper, les Rangers du Risque se retrouvent à surveiller un petit garçon du nom de Jérémie, lui-même surveillé par l'ours Nicomède et Louie le lion des montagnes. |
| 13         | 13          | Les Parents indignes                    | Parental Discretion Retired   | Le père de Jack, Charlie le Costaud, vient lui rendre visite, et tente d'aider les Rangers du Risque à arrêter le dernier projet de Catox. |

## Deuxième saison (1989-1990)
| # français | # originale | Titre français                            | Titre original                       | Résumé |
| ---------- | ----------- | ----------------------------------------- | ------------------------------------ | --- |
| 14         | 1           | L'Arrestation d'Hercule Poivron [1/5]     | Rescue Rangers to the Rescue [1/5]   | Un homme d'affaires sans pitié du nom d'Aldrin Klordane et son chat de compagnie, Catox, fait accuser l'inspecteur de police Donald Drake et son chien Platon du vol d'un inestimable rubis. Tandis que les collègues de Drake tentent d'obtenir de lui des aveux pour le vol, une paire d'écureuils, du nom de Tic et de Tac, aident Platon à découvrir le vrai coupable. |
| 15         | 2           | Tic & Tac enquêtent [2/5]                 | Rescue Rangers to the Rescue [2/5]   | Dans leur tentative pour retrouver le rubis, Tic et Tac suivent Catox jusqu'à une blanchisserie chinoise et, par la suite, un bateau de pêche, où ils sympathisent avec une grosse souris Australienne du nom de Jack le Costaud et de son fidèle compagnon Ruzor (qui sont sur le bateau de pêche pour obtenir la dernière cargaison de fromage). |
| 16         | 3           | Fric Frac au Pôle Nord [3/5]              | Rescue Rangers to the Rescue [3/5]   | Tandis que Klordane et Catox se dirigent vers la baie des glaciers, Tic et Tac suivent Jack et Ruzor jusque chez l'ancien partenaire de route de Jack, Geegaw, mais ils doivent composer avec les envies irrésistibles de fromage de Jack et affronter le système de sécurité élaboré réalisé par la fille de Geegaw, Gadget. |
| 17         | 4           | Hercule Poivron s'évade [4/5]             | Rescue Rangers to the Rescue [4/5]   | Les Rangers du Risque retournent en ville, où le professeur Nimnul a fait transporter le glacier, afin qu'il y soit réduit en morceaux de glace et transporté sous terre. Ils découvrent aussi qu'ils doivent sauver Platon de la fourrière. |
| 18         | 5           | La Poursuite infernale [5/5]              | Rescue Rangers to the Rescue [5/5]   | Les Rangers du Risque découvrent les plans de Klordane et Nimnul pour provoquer un séisme souterrain par le biais d'une gigantesque glace de gélatine, afin de s'approprier les réserves d'or de la plus grande banque du pays. |
| 19         | 6           | Traladdin et la cafetière magique         | A Lad in a Lamp                      | Catox tente de s'emparer d'une lampe magique, mais celle-ci atterrit entre les mains de Jack le Costaud. Après que Jack ce soit mis à dos les autres membres des Rangers du Risque avec sa gourmandise, le génie le manipule afin qu'ils échangent leur place, juste quand Catox trouve la lampe. |
| 20         | 7           | Mixeur impossible                         | The Luck Stops Here                  | Un inventeur déchu qui pense que ses échecs sont le fruit du sort est aidé par les Rangers du Risque. Cependant Gadget découvre que le chat de l'inventeur a saboté les inventions de celui-ci. |
| 21         | 8           | La Chevauchée des chauves-souris          | Battle of the Bulge                  | Les problèmes de poids de Jack le Costaud encouragent les Rangers du Risque à suivre un régime et faire de l'exercice plus fréquemment. Pendant ce temps Catox engage des Chauve-souris mangeuses de fruit de Jamaïque afin qu'elles volent des joyaux pour lui. |
| 22         | 9           | SOS fantôme à Tac                         | Ghost of a Chance                    | Pendant qu'il visite la Tour de Londres dans l'intention de stopper Catox, les Rangers du Risque font la rencontre du fantôme d'un des ancêtres de Jack le Costaud, Sir Colby. Jack apprend alors que celui-ci n'est pas aussi brave qu'il le pensait. |
| 23         | 10          | Mystère et cacahuètes                     | An Elephant Never Suspects           | Les Rangers du Risque enquêtent sur une pénurie de cacahouètes au zoo. Lorsque le chef des éléphants du zoo accuse les Rangers du Risque de voler les cacahouètes, ceux-ci doivent alors trouver le véritable voleur afin de prouver leur innocence. |
| 24         | 11          | La Grosse Abeille qui monte, qui monte... | Fake Me to Your Leader               | Le professeur Nimnul se sert d'un gigantesque canon sur des cloportes et sur Ruzor malgré lui. Il s’agit d'une des parties de son plan pour simuler une attaque extra-terrestre et extorquer d'énormes quantités d'or sous prétexte de carburant pour vaisseaux spatiaux. |
| 25         | 12          | La Grande Tactique du train d'or          | Last Train to Cashville              | Quand Tac reste debout toute la nuit, il est si fatigué qu'il ne peut aider les Rangers à retrouver un train miniature volé le jour suivant et finit par être victime de somnambulisme. |
| 26         | 13          | Syracroco de Bergerac                     | A Case of Stage Blight               | Les Rangers assiste à une représentation d'opéra et découvre qu'il a été saboté. Le coupable est un alligator Syracroco de Bergerac qui complote afin de remplacer la vedette de l'opéra. |
| 27         | 14          | Le Coocoo-cola culte                      | The Case of the Cola Cult            | Durant les tests de conduite de la Ranger-Mobile, les Rangers du Risque tombent par hasard sur un groupe de souris adorateurs de spectacle de Soda qu'ils appellent eux-mêmes le Coocoo-cola culte. Mais il est vite clair que les chefs du culte exploitent leurs fidèles en s'appropriant tous leurs dons. |
| 28         | 15          | Les Aventuriers de la momie perdue        | Throw Mummy From the Train           | Dans la tombe du Roi Nutun-Khamum, un archéologue découvre l'anneau du débloque les diamants du Sphinx de Inka-dinka-do. Son avide assistant Wexler dérobe l'anneau et échappe à la momie chargée de le garder, Hiram. Wexler essaye alors de dissimuler l'anneau et Tac l'a alors pendant un moment, mettant les Rangers du Risque sur l'affaire. |
| 29         | 16          | Un zoo fou, fou, fou                      | A Wolf in Cheap Clothing             | Le professeur Nimnul se sert d'une machine à transmuter pour échanger sa place avec un loup. Pendant que Nimnul cambriolent les maisons sous la forme d'un loup, le loup transformé en homme découvre la vie nocturne en ville. |
| 30         | 17          | Robochat                                  | Robocat                              | Un inventeur farfelu fabrique chat mécanique de garde. Lorsque celui-ci ce casse, Gadget s'occupe de lui et ils deviennent amis. Catox le découvre et le reprogramme afin qu'il serve ses intérêts. |
| 31         | 18          | Coup de foudre au labo                    | Does Pavlov Ring a Bell?             | Le professeur Nimnul entraînent des rats de laboratoire à suivre le dédalle des souterrains de la ville afin de s'en servir comme système de navigation pour le cambriolage de banque par un super robot rat. |
| 32         | 19          | Le Zanimal préhystérique                  | Prehysterical Pet                    | La découverte par Tac d’un stégosaure réduit venu du passé est certainement une surprise pour les Rangers du Risque, et, quand ce mini-dinosaure se met soudainement à grandir tout en perdant de l’intelligence, les Rangers n’ont pas qu’à le sauver. |
| 33         | 20          | La guerre des anchois n'aura pas lieu     | A Creep in the Deep                  | Les Rangers du Risque sont orientés dans leur action par la multiplication d’étranges attaques sur des cargaisons de poissons et des restaurants. Après quelques recherches, ils découvrent que les attaques sont menés par un poisson du nom de Capitaine Fin, qui a pour l’occasion modifié un sous-marin coulé afin qu’ils restent rempli d’eau en permanence, permettant à celui ainsi qu’à son équipage de pouvoir traverser le agir hors de l’eau à travers le pays. |
| 34         | 21          | Les Tontons disqueurs                     | Normie's Science Project             | Le professeur Nimnul a élaboré une arme redoutable qui soulève les villes avec des sons amplifiés à l’extrême. Cependant son neveux Normie a emprunté l’« amplificateur de son moléculaire », la partie principale de l’arme, pour son projet de sciences à l’école. |
| 35         | 22          | Irma la boule                             | Seer No Evil                         | À l’occasion d’une fête foraine les Rangers rencontre une diseuse de bonne aventure du nom de Cassandra, qui leur prédit que Tic sera tué avant le prochain lever de soleil. Apprenant que l’un des membres de la fête foraine est un escroc qui se sert de son singe pour cambrioler les maisons des personnes qui ont gagné les prix à sa roulotte, les Rangers doivent trouver un moyen de résoudre d’affaire tout en tirant hors de danger Tic. |
| 36         | 23          | Et pour quelques pièces d'or en plus      | Chipwrecked Shipmunks                | Quand les Rangers du Risque son naufragés sur une île, Gadget et Tic essaient de trouver un moyen de quitter l’île avant qu’un ouragan ne l’atteigne tandis que Jack le Costaud, Tac et Ruzor découvrent un trésor. Les rats pirates arrivent alors sur l’île pour rechercher le trésor que les Rangers ont trouvé. |
| 37         | 24          | Les Rois de l'arène                       | When Mice Were Men                   | Jack le Costaud est invité à Tramplonia, en Espagne, où il est considéré comme un héros pour avoir vaincu un taureau. La vérité est que Jack n’a pas défait le taureau avec la seule force de ses bras. |
| 38         | 25          | Hypno-Tic                                 | Chocolate Chips                      | Un maléfique amoureux du chocolat se sert de moustique chargé de drogue pour facilement hypnotisé les personnes locales et les faire secrètement travailler de nuit dans sa fabrique de chocolat. Tac est toutefois le seul membre des Rangers du Risque sur lequel la drogue n’a aucun effet. |
| 39         | 26          | Le Dernier des farfadets                  | The Last Leprechaun                  | Les Rangers du Risque s’écrasent en Irlande et sont manipulés par Darby Spree, le Roi des farfadets, pour l’aider à secourir ses semblables de l’esclavage imposé par une fée. |
| 40         | 27          | Ice Crime                                 | Weather or Not                       | La machine à faire le temps du professeur Nimnul contre les prédictions du temps du Jack le Costaud. |
| 41         | 28          | Avec perle et fracas                      | One Upsman-Chip                      | Alors que Catox complote pour voler la plus grosse perle du Monde d’un char gardé par un requin vicieux, Tic et Tac engage une bataille de blagues qui se finit par Tac entre les griffes de Catox. |
| 42         | 29          | Une grande paire d'amis                   | Shell Shocked                        | Les tentatives des Rangers du Risque pour s’amuser une journée à la plage sont ruinées par le style de management de Tic. Du coup Tac est désigné chef pour la journée, juste avant que l’équipe ne découvre que chaque bernard-l’ermite de la plage s’est fait voler sa coquille. |
| 43         | 30          | Le Parfum de la dame en mauve             | Love is a Many Splintered Thing      | Alors qu’il essaye d’arrêter un groupe de voleur de magasins d’antiquités, Jack le Costaud entre en transe à cause d’un délicieux parfum. Après le fiasco, Jack confesse qu’il a été une fois amoureux d’une femelle rat du nom de Désirée D’Allure (qui portait ce parfum quand il l’a rencontra pour la première fois), mais l’a quitté le jour de leur mariage après avoir eu une crise de fromage et être parti à l’assaut d’un camion de fromage. Lorsque Désirée revient, Jack est toujours amoureux d’elle, mais Tic pense que celle-ci se sert de Jack, en l’incitant à quitter les Rangers du Risque. |
| 44         | 31          | Nuit de Chine, nuit Tac'ine               | Song of the Night 'n Dale            | Le nouveau véhicule des Rangers du Risque, l’Aile des Rangers, les fait tomber par accident dans l’Himalaya, où ils viennent en aide au fils de l’Empereur, Chip Sing. Il semble que la personne de l’Empereur soit devenu fou, alors que sa maléfique sœur complote afin de vendre la vallée à des promoteurs. Les Rangers du Risques doivent découvrir ce qui est vraiment arrivé et bouleversé les plans de Su Lin. |
| 45         | 32          | Agent secret 00 Tac                       | Double O'Chipmunk                    | Tac et Ruzor décident d’imiter leurs héros Dirk Suave (le Super Espion Double Zéro) et Odd Shoe. Ils se retrouvent alors impliqués dans une véritable histoire d’espionnage. |
| 46         | 33          | Royaume du grand volcan Tiveu             | Gadget Goes Hawaiian                 | Gadget se fait manipuler par son sosie d’Hawaï, Lahwhinie, afin d’échanger leur place avant que la souris Hawaïenne ne soit soumises aux épreuves imposés par ses fidèles afin de devenir reine. |
| 47         | 34          | Elas - Tic & Tac                          | It's a Bird, It's Insane, It's Dale! | Deux parties d’un météore s’écrasent sur Terre donnant à Tac et à un escroc d’agent de voyage des supers pouvoirs d’étirements. Tac devient alors le Rubber Bando et quitte les Rangers du Risque, alors que Seymour se sert de ses pouvoirs pour voler des monuments nationaux et réclamer des rançons. Ainsi le Rubber Bando est accusé de ces vols, et doit retourner demander l’aide des Rangers du Risque. |
| 48         | 35          | La Cuisine au fromage                     | Short Order Crooks                   | Jack le Costaud et Ruzor vont à un restaurant abandonné pour préparer la fameuse soupe au fromage de Jack. Toutefois ils découvrent qu’une paire d’escrocs se sert du restaurant pour creuser un tunnel jusqu’à la banque voisine. |
| 49         | 36          | Qui a peur du méchant fromage             | Mind Your Cheese and Q's             | Après le sabotage d’un sauvetage à cause d’une attaque de fromage, Jack le Costaud décide de se désintoxiquer du fromage. Chose plus facile à dire qu’à faire surtout quand il y a une pénurie de fromage en ville à cause de Rat Capone. |
| 50         | 37          | Les Malheurs de Belzebuth                 | Out of Scale                         | Un gangster a enlevé le professeur Nimnul et se sert de son gigantesque canon pour voler les musées et les statues, et offrir des maisons de poupées à sa fille Buffy. Les Rangers sont sur l’affaire, jusqu’à ce que Tic et Tac soient capturés et obligés d’être les animaux de compagnie de Buffy. |
| 51         | 38          | Bébé Bobard                               | Dirty Rotten Diapers                 | Gadget décide d’imposer une politique de non-violence à l’équipe, qui est immédiatement mis en application alors que les Rangers du Risque enquêtent sur un nain se faisant passer pour un bébé pour cambrioler les maisons de riches couples sans enfants. |
| 52         | 39          | À Bracada Tac                             | Good Times, Bat Times                | Une laveuse de linge du nom de Winifred cherche à devenir une sorcière par le biais d’une formule qu’elle a trouvé dans une bibliothèque. La collecte des ingrédients est assurée par ses proches : Bud le serpent, Lou l’araignée et Foxglove la chauve-souris. Pendant sa mission, Foxglove tombe amoureuse de Tac et a des hésitations sur être méchante. |
| 53         | 40          | Les charlottes sont cuites                | Pie in the Sky                       | Les Rangers du Risque viennent en aide à un moineau perdu pour qu’il retourne à Capistrano. Ils découvrent qu’un mauvais poulet fabricant de tourte se sert d’un électroaimant pour attraper les oiseaux migrateurs. |
| 54         | 41          | Les Petits Écureuils de Paris             | Le Purrfect Crime                    | Lorsque les Rangers du Risque apprennent que les chiens de Paris ont tous quitté la ville, ils s’y rendent et découvre le complot d’un cousin de Catox. Pendant ce temps Tac, après avoir été rejeté de l’équipe pour avoir commis une maladresse, subit un choc et devient amnésique. |
| 55         | 42          | Quand on pêche sa bonne étoile            | When You Fish Upon a Star            | Lorsque les Rangers du Risque enquêtent sur un navire coulé, ils découvrent que Catox est responsable des naufrages de la zone, en utilisant des lucioles pour désorienter les équipages. |
| 56         | 43          | Tel est pris qui croyait prune            | Rest Home Rangers                    | Lorsque le professeur Nimnul invente un rayon vieillissant et s’en sert sur Jack le Costaud pour le vieillir, les Rangers du Risque tentent d’arrêter le professeur et d’inverser les effets du rayon sur Jack. |
| 57         | 44          | Katie Camembert                           | A Lean on the Property               | La mère de Jack, Katie Camembert, vient rendre visite à son fils, mais celui-ci ne peut supporter ses émotions. Dans son dernier plan anti-chien, Catox engage une équipe de taupes pour qu’ils creusent sous les fondations de la ville, afin de provoquer un exode massif. |
| 58         | 45          | Abracadatac remet ça                      | The Pied Piper Power Play            | Nimnul hypnotise toutes les souris de la ville afin qu’elles courent dans une roue de hamsters, ainsi elles peuvent charger un puissant générateur pour lui. |
| 59         | 46          | Singe d'une nuit d'été                    | Gorilla My Dreams                    | Les Rangers du Risque accepte de secourir Boots le chaton de compagnie du gorille Kuku. Il a été enlevé par Catox. Celui-ci se sert du chaton comme d’un otage afin que Kuku commettent des crimes pour lui. |
| 60         | 47          | Bat Tac                                   | The S.S. Drainpipe                   | Rat Capone se sert du travail d’esclaves pour construire un château. Alerté les Rangers s’occupent de l’affaire, mais malheureusement Tac essaye d’imiter son héros de série télévisée, Red Badger of Courage, faisant devenir les quatre autres rangers esclaves à leur tour. |

## Troisième saison (1990)
| # français | # originale | Titre français                 | Titre original              | Résumé |
| ---------- | ----------- | ------------------------------ | --------------------------- | --- |
| 61         | 1           | Le Grand Vert                  | Zipper Come Home            | Ruzor quitte les Rangers et devient le roi d'une tribu de punaises d'eau. Il finit par découvrir que la tribu a l'habitude de sacrifier son roi à une grenouille géante. |
| 62         | 2           | Si jaune et déjà ponnais       | Puffed Rangers              | Les Rangers du Risque se rendent à Hong Kong, où une usine de céréales sert à l'importation de voiture de contrebande aux États-Unis sans payer les taxes sur les importations en réduisant les voitures à la taille de jouets. |
| 63         | 3           | Docteur Nimnul et Mister Ruzor | A Fly in the Ointment       | Le professeur Nimnul a mis au point une machine lui permettent de se transporter en utilisant les lignes téléphoniques et il s'en sert pour voler des projets scientifiques dans des laboratoires sous protection. Une négligence de Ruzor qui venait de découvrir les actes de Nimnul font qu'ils se retrouvent tous les deux dans la machine en marche, ce qui fusionnent les deux... |
| 64         | 4           | Chantons sous la banquise      | A Chorus Crime              | Nimnul a volé les chaussures de danse de Canina La Fur pour les faire mettre à un groupe de Pinguins afin de créer des icebergs. |
| 65         | 5           | Aventure en Taxidermie         | They Shoot Dogs, Don't They | Zsa Zsa Labrador, la remplaçante de Canina La Fur, expédie celle-ci en Taxidermie où tous les animaux servent à la chasse. Les Rangers doivent la faire sortir du pays. |